# Красноморские Нубо-Синдские тропические пустыни и полупустыни
Красноморские Нубо-Синдские тропические пустыни и полупустыни — пустынный экологический регион, расположенный на Аравийском и Синайском полуостровах. Статус сохранности экорегиона оценивается как критический, его специальный код — PA1325.

## Ландшафт
Экорегион в основном состоит из огромных плоских песчаных, гравийных или лавовых равнин, периодически пересекаемых вади. В некоторых районах равнинный рельеф прорван отдельными горами из гранита и песчаника. На юге Синайского полуострова есть высокий горный массив. В пустыне Вади-Рам на юге Иордании образованы песчаниковые утёсы.

## Климат
Климат характеризуется высокими летними температурами и холодными зимами. В течение многих лет осадки выпадают в очень маленьком количестве, либо вообще не выпадают.

## Флора и фауна
В экстремальном климате экорегиона очень малое биоразнообразие.

### Флора
Растительность экорегиона иногда называют псевдосаванной. Пространства между разбросанными деревьями и кустарниками заняты более мелкими кустарниками и травами. Иногда может появляться травяной покров, но только после обильных дождей. Из-за более высокого уровня влажности почвы вади и овраги, как правило, поддерживают большую часть растительности. Растительность включает виды рода акация, особенно акация кручёная, Acacia gerrardii и Acacia raddiana, Capparis cartilaginea, Capparis decidua, Cordia gharaf, Moringa peregrina, Ziziphus spina-christi, баланитес египетский, калотропис высокий, сальвадора персидская, хойник ресничатый и многие другие виды. На центральных равнинах Омана наиболее распространёнными видами являются акация кручёная, Acacia ehrenbergiana и Prosopis cineraria. Здесь же встречается 11 эндемичных видов растений.
Площадь 16 000 км² экорегиона содержит около 700 видов сосудистых растений, из которых 35 видов являются эндемичными с одним эндемичным родом. По оценкам, часть экорегиона на юге Синая содержит 28 эндемичных видов растений, большинство из которых обитает в ущельях гор.
В заповеднике Мазахат ас-Сайд в Саудовской Аравии растительность резко восстановилась после ограждения от скота, всего количество видов растений увеличилась со 112 до 142 в период с 1989 по 1994 годы.
Северная горная часть Саудовской Аравии, находящаяся недалеко от залива Акаба, представляет собой ботанический интерес, поскольку здесь произрастают дикорастущие финиковые пальмы, а также здесь находится единственное место произрастания миндаля в Аравии и одно из двух аравийских месторождений тюльпана двуцветкового.

### Фауна
Характерная фауна включает аравийскую песчаную газель, барханного кота, белого орикса, газель-доркас и песчаную лисицу. Рептилии, найденные в экорегионе, включают серого варана и Uromastyx thomasi. Характерными представителями орнитофауны являются Chlamydotis undulata, рябок Лихтенштейна и сенегальский рябок.
Заповедник на центральных равнинах Омана, будучи объектом всемирного наследия, поддерживает сообщество диких животных, известное за успешную реинтродукцию белого орикса. Здесь же обитает самая большая на Аравийском полуострове популяция обыкновенной газели, численность которой оценивается в 5000 особей, которая с колебаниями увеличивается после дождей.
Вышеупомянутый заповедник Мазахат ас-Сайд является ещё одним ключевым местом реинтродукции. На объект завезены джейран и сомалийский страус, последний был завезён в качестве замены сирийского страуса, который вымер примерно в середине XX века.

## Состояние экорегиона
Основными угрозами для экорегиона являются чрезмерный выпас скота, повреждение растительности в результате вождения по бездорожью и браконьерство.

## Провинции, полностью или частично расположенные в экорегионе
- Египет: Южный Синай;
- Израиль: Южный округ;
- Иордания: Акаба, Амман, Маан, Эз-Зарка, Эт-Тафила;
- Ирак: Анбар, Мутанна, Наджаф;
- Йемен: Мариб, Саада, Хадрамаут, Шабва, Эль-Джауф, Эль-Махра;
- Оман: Дофар, Эль-Вуста;
- Саудовская Аравия: все, за исключением административных округов Джизан и Эль-Баха.